# Liquiçá (Verwaltungsamt)
| \| \| |
|       |

|  |

Liquiçá (tetum Likisá, weitere Schreibweisen: Liquica, Likisia, Liquissa, Likisa, Liquisa) ist ein osttimoresisches Verwaltungsamt (portugiesisch Posto Administrativo) in der Gemeinde Liquiçá. Der Sitz der Verwaltung befindet sich im Westteil von Vila de Liquiçá, im Suco Dato. Der Name „Liquiçá“ leitet sich von der alten Bezeichnung „Liku Saen“ ab, was „Python“ bedeutet.

## Geographie

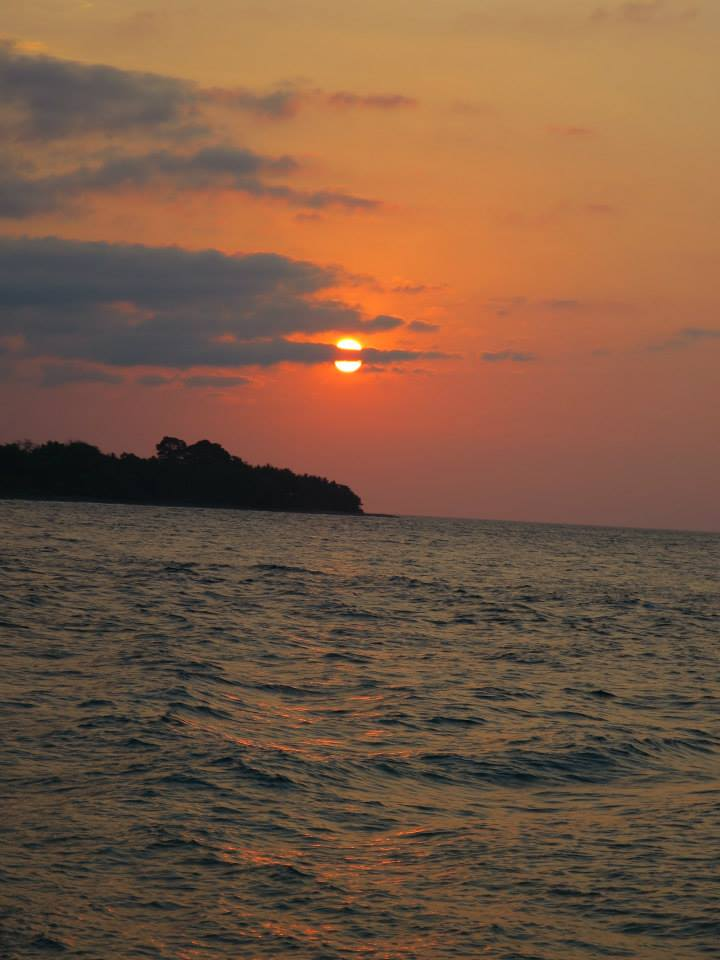
Sonnenuntergang am Black Rock (Suco Dato)

Bis 2014 wurden die Verwaltungsämter noch als Subdistrikte bezeichnet.
Das Verwaltungsamt Liquiçá bildet den Mittelteil der gleichnamigen Gemeinde. Westlich liegt das Verwaltungsamt Maubara, östlich das Verwaltungsamt Bazartete. Im Süden liegt die Gemeinde Ermera mit ihren Verwaltungsämtern Hatulia, Hatulia B und Ermera und im Norden die Straße von Ombai, eine Verlängerung der Sawusee. Im Osten entspringen die Flüsse Caray, Gaulara und Eanaloa und bilden zusammen den Gularkoo, den Grenzfluss zu Bazartete. Aus dem Zentrum von Liquiçá kommen der Ricameta und der Nomoro, die Quellflüsse des Laklo, der wie der Gularkoo in die Straße von Ombai münden. Durch den Südosten fließt der Caicabaisala, der weiter westlich Curiho heißt. Im Südwesten bilden Manobira, Dirobatelau und Gumuloa, die einen Teil der Grenze zu Maubara folgen, bevor sie Liquiçá nach Süden hin durchqueren und in den Gleno münden, der Grenzfluss zu Ermera. Der Gleno ist einer der größten Zuflüsse des Lóis. Die Flüsse, die nach Norden abfließen, fallen außerhalb der Regenzeit trocken, während der Gleno, der von Süden gespeist wird, weiter Wasser führt.
Liquiçá hat eine Fläche von 93,91 km² und teilt sich in sieben Sucos. Im Norden liegen Loidahar und an der Küste Dato mit dem Westen und dem Zentrum der Gemeindehauptstadt Vila de Liquiçá. Der Ostteil der Stadt liegt im benachbarten Verwaltungsamt Bazartete. Beide Sucos reichen bis in das Zentrum des Verwaltungsamtes. Westlich und östlich befinden sich die Sucos Hatuquessi (Hatukesi) und Luculai (Lukulai) und den Süden bilden Açumanu (Acumano, Asumano, Assumano), Darulete (Durulete) und Leotala (Leoteala, Leotela).
In Leotala liegt die Fazenda Algarve der Familie Carrascalão, aus der mehrere wichtige Politiker Osttimors stammen. Sie ist die letzte Plantage, die noch im Besitz derselben Familie ist, wie in der Kolonialzeit.

Klimadaten
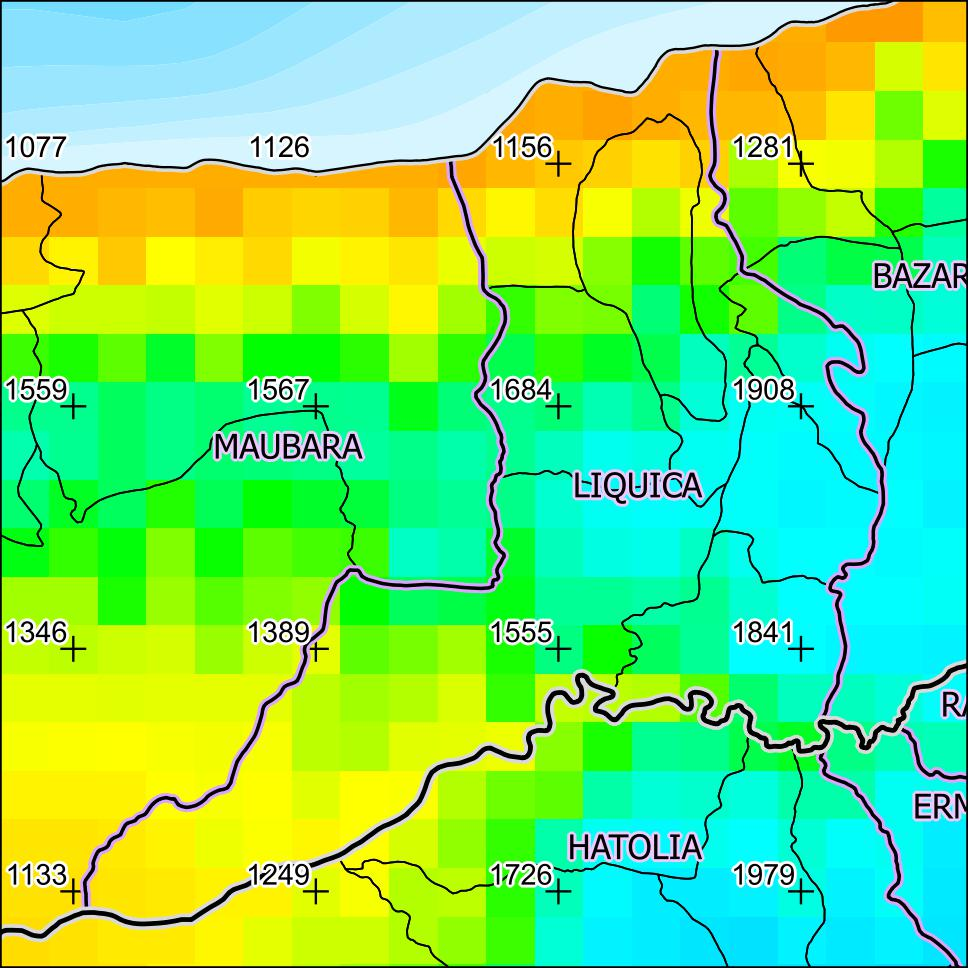
Jährliche Niederschlagsmenge (2000)
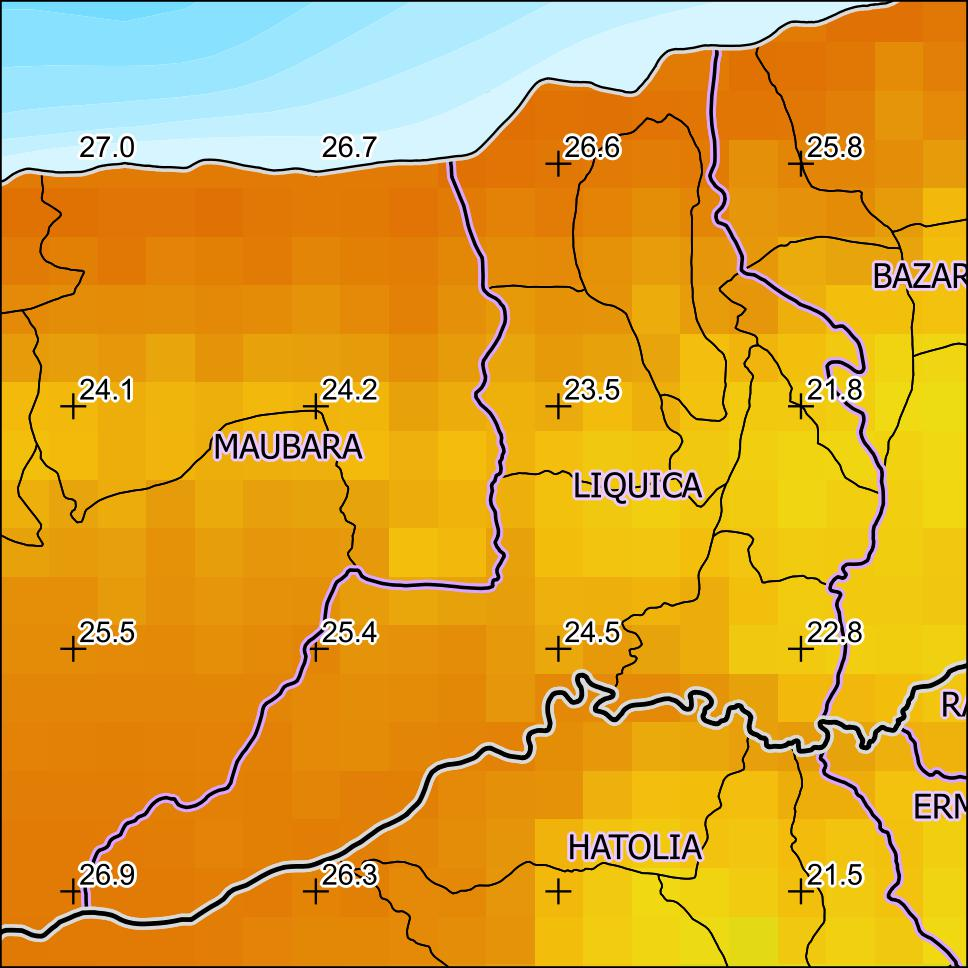
Jahresdurchschnitts-temperatur (2000)
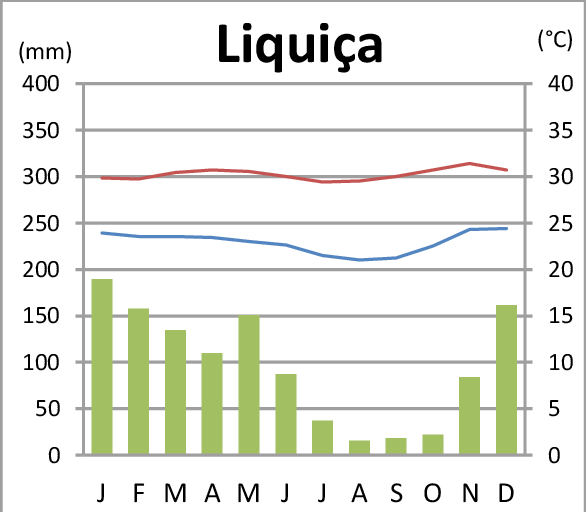
Klimadiagramm von Vila de Liquiçá

## Einwohner

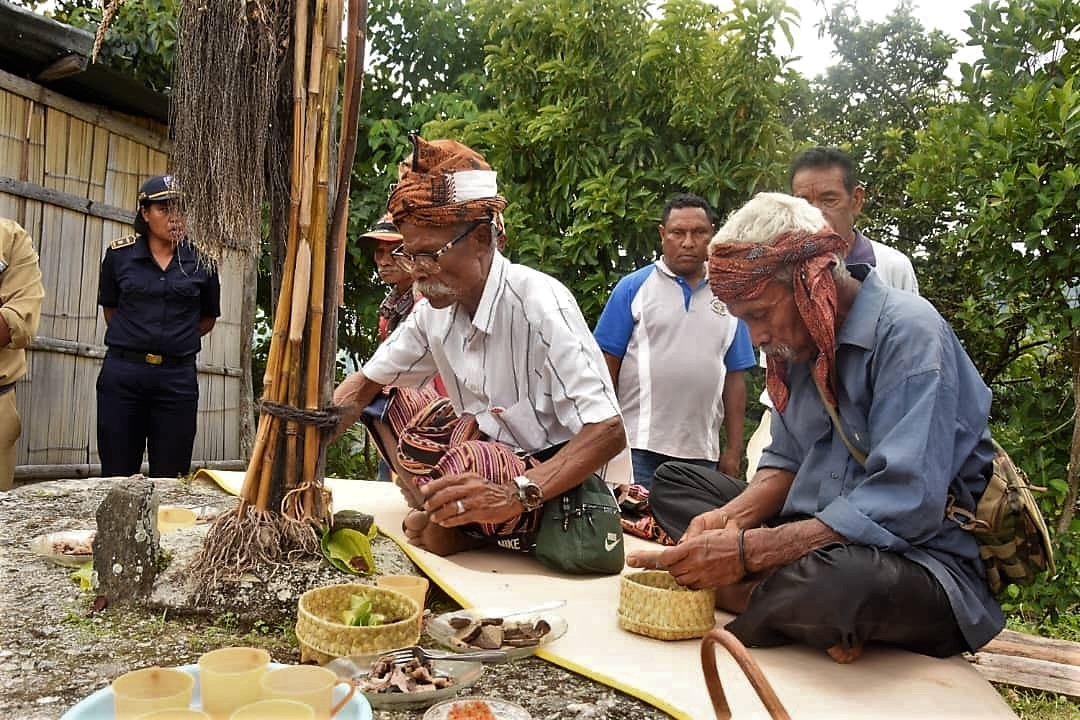
Der Lian Nain von Hatuquessi beim Tara Bandu (2022)

Liquiçá hat 26.418 Einwohner (2022), davon sind 13.343 Männer und 13.075 Frauen. Im Verwaltungsamt gibt es 4.824 Haushalte. Die größte Sprachgruppe bilden die Sprecher der Nationalsprache Tokodede. Der Altersdurchschnitt liegt bei 18,5 Jahren (2010, 2004: 17,1 Jahre).

## Geschichte

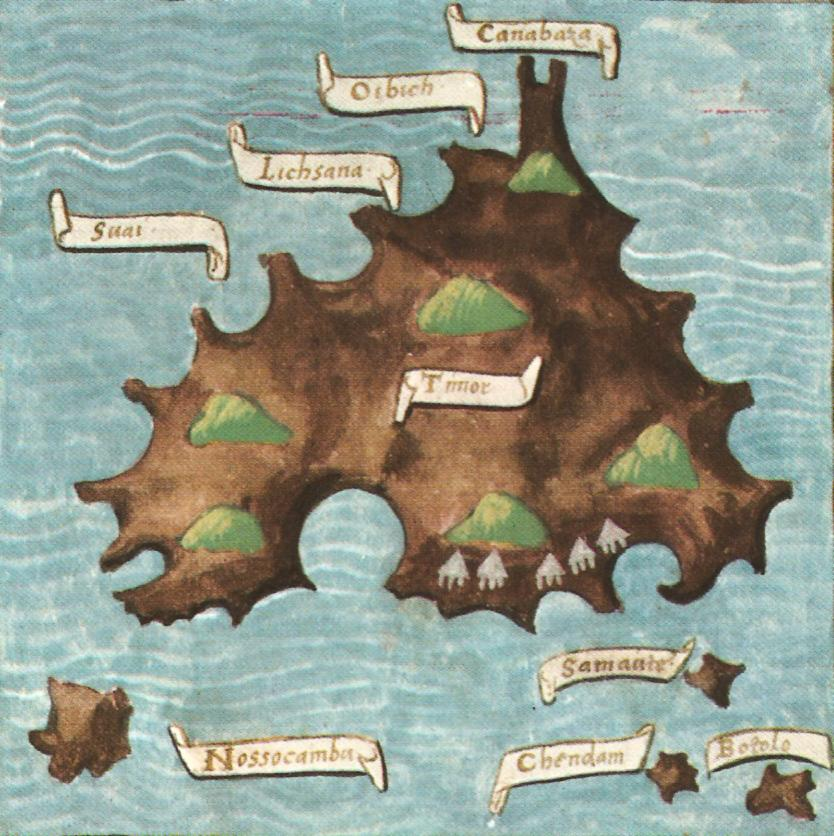
Liquiçá als Lichsana auf der Karte Pigafettas von 1521

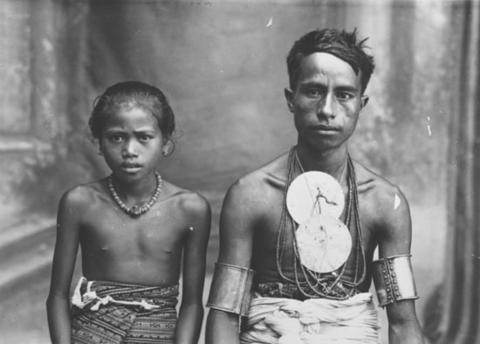
Tokodede aus Liquiçá (um 1940)

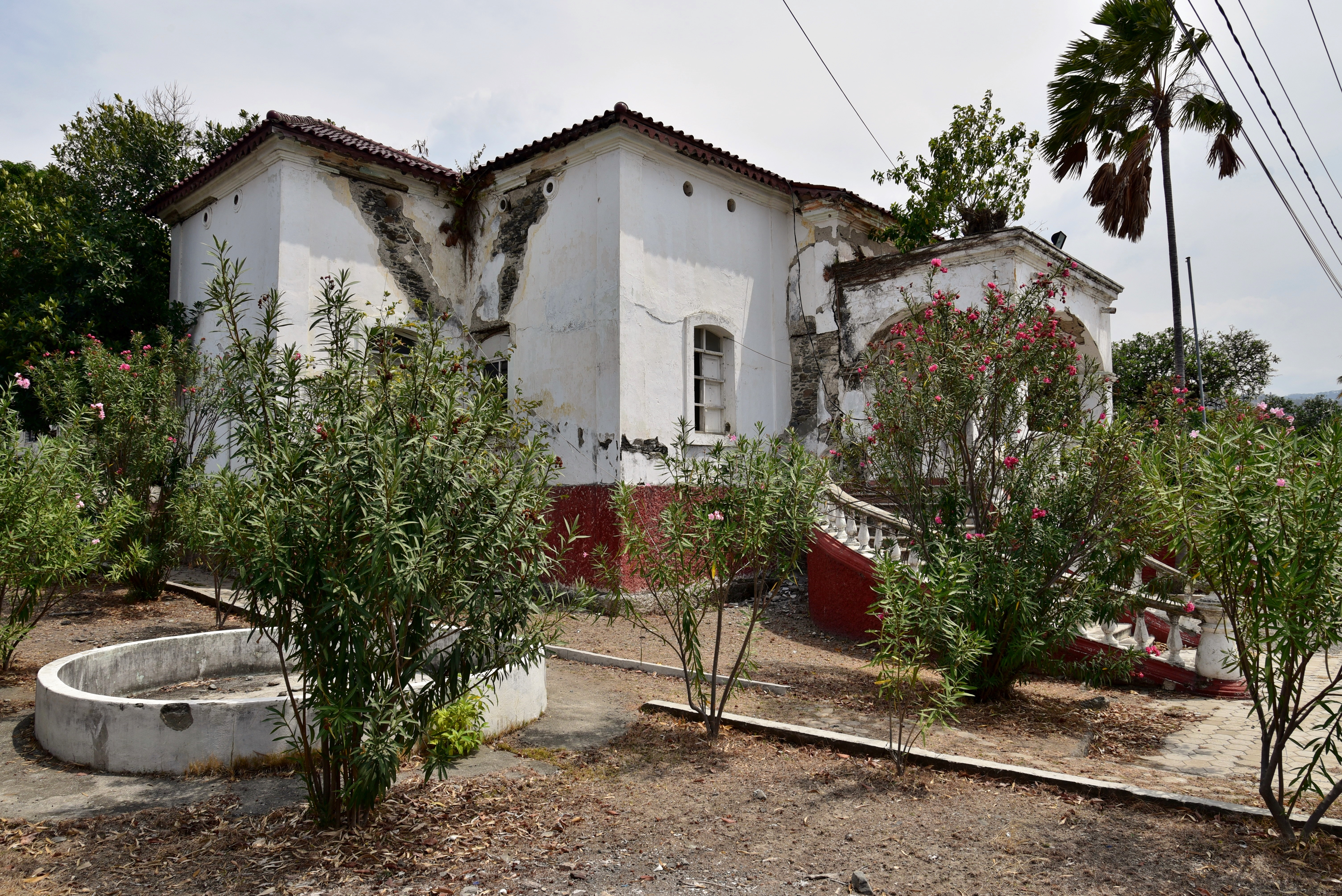
Ehemaliger Sitz des portugiesischen Administrators in Liquiçá

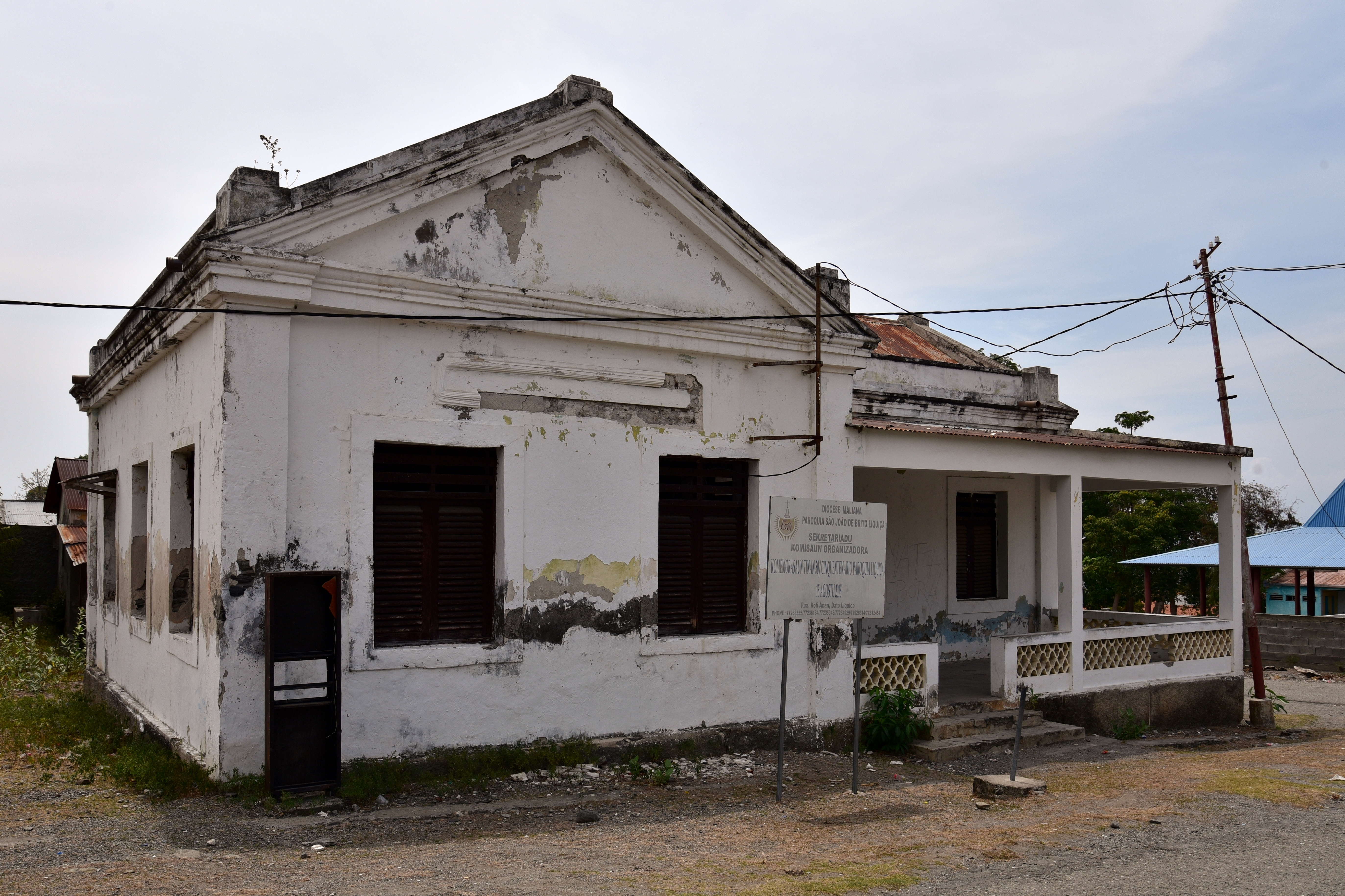
Ehemalige städtische Schule Escola Municipal aus der Kolonialzeit

Liquiçá war eines der traditionellen Reiche Timors, die von einem Liurai regiert wurden. Es erscheint unter anderem 1868 auf einer Liste von Afonso de Castro, einem ehemaligen Gouverneur von Portugiesisch-Timor, der 47 Reiche in der Kolonie aufführte. Zusammen mit Luca herrschte es nach europäischen Quellen im 16. Jahrhundert über den Osten Timors. Hier wird Liquiçá als Likusaen bezeichnet. Noch 1886 zahlte die zu den Niederlanden gehörende Insel Alor Tribut in Form von Reis, Mais, Baumwolle und anderem an den Liurai von Liquiçá.
Unter Gouverneur Vitorino Freire da Cunha Gusmão wurde 1815 erstmals in Portugiesisch-Timor Kaffee in den Küstenregionen westlich von Dili und in Liquiçá angepflanzt. Zuvor war er bereits in dem damals noch niederländischen Maubara eingeführt worden. Während der Rebellionen in Portugiesisch-Timor zwischen 1860 und 1912 war der Liurai von Liquiçá ein loyaler Verbündeter der portugiesischen Kolonialherren, der mehrmals Truppen zur Niederschlagung der Rebellionen zur Verfügung stellte. 1889 wurde der portugiesische Posten in Liquiçá erneuert.
Während des Zweiten Weltkriegs wurde Portugiesisch-Timor von den Japanern besetzt. In Liquiçá und Maubara wurde ab Ende Oktober 1942 die gesamte verbliebene portugiesischstämmige Bevölkerung in Lagern interniert. Die Bedingungen in dem Camp waren schlecht, Nahrungsmittel knapp und die Hygienebedingungen aufgrund von Wassermangel unzureichend. Zwar gab es einen portugiesischen Arzt, dem später zwei japanische Ärzte zugeteilt wurden, aber es fehlte an Medikamenten. Viele Portugiesen starben deswegen. Im ersten Jahr bewachten japanische Soldaten das Lager, später japanische Kempeitai, zusammen mit timoresischen Wachen und Spionen.
Im Suco Açumanu setzte die UDT während des Bürgerkrieges gegen die FRETILIN am 13. August 1975 ihre Flagge in der Aldeia Caicasaico, brannte Häuser nieder und ermordete sechs Menschen in den Aldeias Siscoelema und Hatumatilu. Teile der Bevölkerung flohen nach Leorema, Maubara oder in den nahen Wald.
Während der indonesischen Invasion griffen im Juni 1976 indonesische Truppen Liquiça an. Auch hier kam es zu Massakern an der Zivilbevölkerung. Die letzten Teile Liquiças, wie Leotala wurden Anfang 1978 erobert. Ende 1979 gab es sogenannte Transit Camps im Ort Liquiçá, in Caicasaico, Dato und Hatarlema, in denen die Besatzer osttimoresische Zivilisten internierten. Zwischen 1970 und 1980 sank die Bevölkerung im Verwaltungsamt Liquiçá von 16.416 auf 8.895 um 45,8 %. Am 29. Mai 1997 fanden Wahlen statt, bei denen Vertreter Osttimors für das indonesische Parlament gewählt werden sollten. Im Umfeld kam es landesweit zu mehreren Attacken auf die indonesische Besatzungsmacht und ihre Unterstützer. In Açumanu wurde eine Handgranate in das Wahllokal geworfen. Ein Soldat wurde verwundet.
Vor und nach dem Unabhängigkeitsreferendum 1999 war der damalige Distrikt Liquiçá ein Zentrum der Gewaltwelle vor und nach der Abstimmung und Schauplatz von Einschüchterungen, Vergewaltigungen und Mord durch pro-indonesische Milizen. Ab Januar versammelten sich bis zu 5.100 Flüchtlinge in Faulara (Suco Leotala), einem Umsiedlungslager, das seit 1996 bestand und ursprünglich 1.600 Einwohner hatte. Die Flüchtlinge wurden teilweise auch in Außenstellen, wie dem acht Kilometer entfernten Banitur (Bantur) untergebracht. Am 5. April wurde die Vila de Liquiçá von der Miliz Besi Merah Putih (BMP) angegriffen. Mindestens sieben Menschen starben, 150 Häuser wurden niedergebrannt, mehr als tausend Menschen suchten Schutz in der Hauptkirche und dem angrenzenden Pfarrheim, wo sie am Tag darauf von den Milizen Besi Merah Putih und Aitarak, unter Beteiligung von indonesischer Polizei und Soldaten umzingelt wurden. Bei dem folgenden Kirchenmassaker von Liquiçá starben je nach Quelle zwischen 61 und 200 Menschen. Später wurden die Einwohner von Luculai, Loidahar und Darulete nach Vila de Liquiçá zwangsdeportiert. Hier zwang man sie mit Einschüchterungen und Misshandlungen die Autonomielösung im Referendum zu unterstützen, die einen Verbleib Osttimors bei Indonesien vorsah. Männer wurden, wenn sie nicht flohen, für die Milizen zwangsrekrutiert. Außerdem mussten die Menschen die Flagge Indonesiens setzen und Wachposten einrichten. Mädchen und junge Frauen mussten auf Feiern der Milizen tanzen. Etwa 150 Menschen flohen nach Dili, wo sie Zuflucht im Haus des Politikers Manuel Carrascalão suchten, das aber am 17. April selbst von den Milizen angegriffen wurde (siehe Massaker im Haus von Manuel Carrascalão). Am 4. Juli 1999 griff die BMP einen Hilfskonvoi in Liquiçá an, der von Mitarbeitern von UNAMET und dem UNHCR begleitet wurde. Von den 77 Personen im Konvoi wurden mehrere einheimische Mitarbeiter schwer verletzt und die Fahrzeuge mit Stangen und Steinen zerstört. 62 Mitglieder des Konvois retteten sich in die Polizeistation. Später konnten sie nach Dili zurückkehren. Indonesische Polizisten und Mitglieder des Geheimdienstes, die anwesend waren, griffen nicht ein. Im Gegenteil. Eine Woche nach dem Vorfall begann die indonesische Polizei mit Ermittlungen gegen einen UN-Mitarbeiter wegen angeblichen Waffenbesitz. Am 16. Juli folgte ein Angriff der BMP auf das Lager in Faulara und am 18. Juli auf Vila de Liquiçá, worauf erneut Menschen in die Berge flohen. Während der Ausschreitungen durch die Milizen wurden die meisten Gebäude Vila de Liquiçás zerstört, nur wenige Bauten aus portugiesischer und indonesischer Zeit sind übrig geblieben.
300 Familien wurden obdachlos, als am 1. und 2. Januar 2008 Überschwemmungen in Liquiçá die Sucos Dato und Luculai und im benachbarten Bazartete den Suco Maumeta verwüsteten. 100 Häuser wurden komplett zerstört, 90 weitere beschädigt. Die Bevölkerung konnte rechtzeitig von der Nationalpolizei evakuiert werden, so dass keine Personen zu Schaden kamen.
Am 9. Juli 2009 beendeten die vier Aldeias des Sucos Darulete eine Feindschaft, die seit den Unruhen von 2006 bestand, durch eine offizielle Friedenszeremonie.
Bei einem Waldbrand am 2. und 3. Oktober 2019 kam es im Verwaltungsamt zu großen Zerstörungen.

## Politik

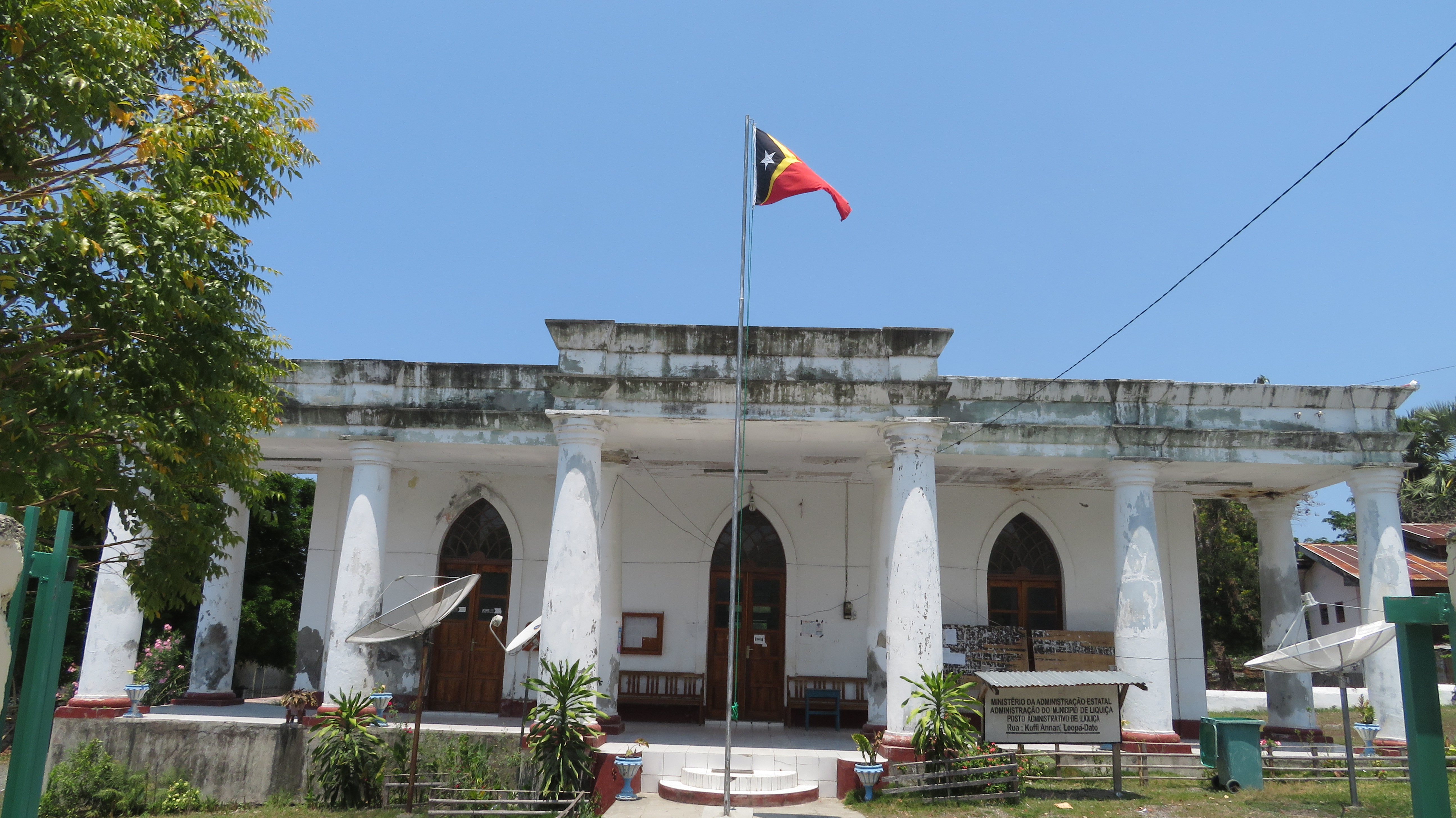
Sitz des Verwaltungsamtes (2016)

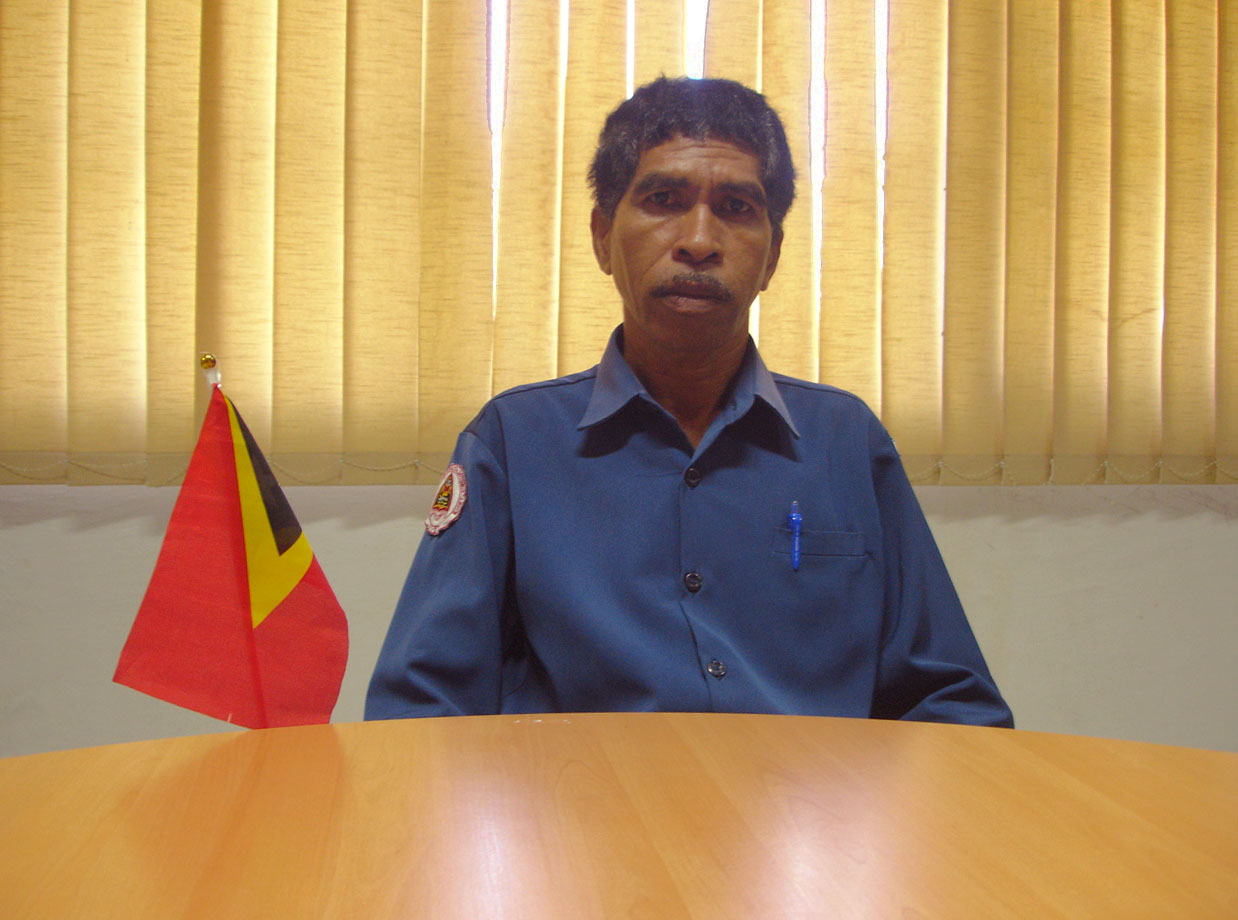
Administrator Renato Nunes Serão (2013)

Der Administrator des Verwaltungsamts wird von der Zentralregierung in Dili ernannt. 2015 war dies Renato Nunes Serão und 2016 Rogerio dos Santos. 2021 wurde Alberto Rosa Belo zum Administrator ernannt.
Der letzte Administrator (Camat) der indonesischen Besatzungszeit war 1999 Agostinho Alves Correia.

## Wirtschaft
73 % der Haushalte im Verwaltungsamt bauen Mais an, ebenso viele Maniok, 71 % Gemüse, 67 % Kokosnüsse, 55 % Kaffee und 6 % Reis. Letzterer wird vor allem am Fluss Lauveli angebaut.

## Persönlichkeiten
- João Viegas Carrascalão (1945–2012), osttimoresischer Politiker
- Natália Carrascalão Antunes (* 1952), portugiesische Politikerin und osttimoresische Diplomatin
- Maria de Lourdes Martins Cruz (* 1962), Nonne und Trägerin des Ramon-Magsaysay-Preises
- Calisto dos Santos (* 1959), Offizier
- Lídia Norberta dos Santos Martins (* 1980), Politikerin

## Städtepartnerschaften
- Moonee Valley, Australien[25]